# 张诗明
张诗明（1944年—），湖北荆州人，中国人民解放军将领、中国人民解放军中将。 
2002年，授予中国人民解放军中将，曾任总装备副部长。2008年，担任全国人大教育科学文化卫生委员会委员。